# Polderscross Kruibeke
Der Polderscross Kruibeke ist ein Cyclocrossrennen in der belgischen Gemeinde Kruibeke.

## Geschichte
Der Polderscross wurde erstmals im Oktober 2014 ausgetragen, wobei die ersten beiden Ausgaben im nationalen Kalender Belgiens standen. 2016 schaffte der Polderscross mit der Aufnahme in die Rennserie Brico Cross den Sprung in den internationalen Kalender. Schauplatz ist ein Terrain rund um Sportplatz des Ortsteils Bazel, am Deich gelegen; jenseits des Deichs liegen die Kruibeker Polder, ein Naturschutzgebiet entlang der Schelde.
In der Saison 2018/2019 organisierte Kruibeke die belgischen Meisterschaften, die mit den Siegen von Toon Aerts und Sanne Cant endeten. Aus diesem Grunde entfiel der Polderscross 2018. Als Ersatz wurde der Rapencross in Lokeren abgehalten; die Organisation der beiden Rennen liegt in einer Hand.
2020 stellte die Corona-Pandemie die Organisatoren vor besondere Herausforderungen. Um den Cross ohne Publikum vor Ort abhalten zu können, wurde er in der Nähe der Tongrube im Norden der Gemeinde ausgerichtet (⊙). In der Saison 2021/2022 sollte der Polderscross im Februar stattfinden, wieder an gewohnter Stelle, was jedoch letzten Endes von der Gemeinde untersagt wurde, noch immer aufgrund der Corona-Maßregeln.
Im September 2022 konnte das Rennen wieder wie gewohnt stattfinden; zur Feier des Anlasses beschlossen die Organisatoren, Zuschauern freien Eintritt zu gewähren. In der Saison 2023/2024 legten die Organisatoren eine Pause ein, weil sie zuvor die belgischen Meisterschaften in Lokeren organisiert hatten. Eine Rückkehr in den internationalen Kalender ist für 2024/2025 geplant.

## Siegerliste
Die Austragungen im nationalen Kalender sind mit NE gekennzeichnet.

### Männer
- 2014:  Wout van Aert (NE)
- 2015:  Wout van Aert (NE)
- 2016:  Michael Vanthourenhout
- 2017:  Mathieu van der Poel
- 2018: nicht ausgetragen (belgische Meisterschaften)
- 2019:  Eli Iserbyt
- 2020 (Okt):  Toon Aerts
- 2022 (Feb): abgesagt (Corona-Pandemie)
- 2022 (Sep):  Michael Vanthourenhout
- 2023: nicht ausgetragen

### Frauen
- 2014:  Sanne Cant (NE)
- 2015:  Jolien Verschueren (NE)
- 2016:  Jolien Verschueren
- 2017:  Katherine Compton
- 2018: nicht ausgetragen (belgische Meisterschaften)
- 2019:  Annemarie Worst
- 2020 (Okt):  Lucinda Brand
- 2022 (Feb): abgesagt (Corona-Pandemie)
- 2022 (Sep):  Fem van Empel
- 2023: nicht ausgetragen